# Fletxa (símbol)

Una fletxa

Una fletxa o sageta és un símbol format per una línia i dos vèrtexs que apunten cap a una direcció, és un dibuix esquematitzat de la sageta que serveix com a arma. S'usa per indicar sentit o direcció, com per exemple en els senyals de trànsit; per indicar derivació o resultat, com en les operacions matemàtiques o transformacions; en lògica indica conclusió, actua igual que el nexe «llavors»; en cartografia, es col·loca als mapes per indicar la direcció del nord; representa gràficament un vector.